# Enric Pubill i Arnó
Enric Pubill i Arnó   (Barcelona, 28 de desembre de 1930 - Barcelona, 29 de març de 2017) fou un referent de la lluita antifranquista i de la reivindicació de la memòria democràtica a Catalunya i a Espanya.
Durant la dictadura milità a les Joventuts Socialistes Unificades de Catalunya (JSUC) i al Partit Socialista Unificat de Catalunya (PSUC), motiu pel qual seria detingut, torturat i jutjat per un Consell de Guerra. Passà vuit anys empresonat a la Presó Model i al Penal de Burgos, i en sortir fou desterrat durant tres anys i obligat a complir-ne dos més al servei militar. D'ençà de la Transició fou un dels principals impulsors de l'Associació Catalana d'Expresos Polítics del Franquisme i col·laborà activament en la creació del Memorial Democràtic de Catalunya.
En els darrers anys de vida desenvolupà una important activitat pedagògica en escoles i instituts, i rebé nombrosos homenatges en reconeixement de la seva tasca contra l'oblit i la impunitat dels crims del franquisme.

## Biografia

### Orígens, inicis de militància i detenció
Nasqué en una família obrera, veïna del barri de Santa Caterina de Barcelona. Tenia sis anys quan el juliol de 1936 el seu pare, anarcosindicalista i impressor, se n'anà a la guerra a lluitar per la República. El tornaria a veure una vegada abans que marxés a l'exili: «Venia en retirada i recordo que anava brut i molt barbut, ens va dir que anava al barber i a rentar-se però ja no va tornar mai més». S'assabentà de la mort del pare al camp d'Argelers, quan ell tenia quinze anys, per una trucada de telèfon.
Amb deu anys passà a viure amb els seus oncles al carrer Muntaner, a canvi de treballar al seu taller d'enquadernació. El 1945 tornà a casa de la seva mare i treballà de lampista. En aquell moment s'integrà al moviment escolta, on conegué persones que li facilitaren l'entrada dos anys després a la Joventut Socialista Unificada de Catalunya (JSUC). La seva militància consistia a repartir propaganda política contra la dictadura i en realitzar petits actes simbòlics com penjar senyeres i banderes republicanes en llocs emblemàtics. El 20 de desembre de 1949, amb només dinou anys, fou detingut juntament amb un nombrós grup de joves militants comunistes i passà 31 dies als calabossos de la Jefatura Superior de Policia de la Via Laietana. Allí patí interrogatoris sota tortura de la mà del cap superior de policia Eduardo Bóveda Quintela, dels temibles germans Vicente i Antonio Juan Creix, i del cap de la Brigada Político-Social —la policia política franquista— Pedro Polo Borreguero.
El 19 de gener de 1950 ingressà a la Presó Model de Barcelona i quedà sota la jurisdicció del Juzgado Militar Permanente núm. 3 de Barcelona, en la Causa 308-IV-50. Fou jutjat per un Consell de Guerra que dictà sentència cinc anys més tard, condemnant-lo a 18 anys de presó (n'havien de ser tres però es multiplicaren per sis per imposició del capità general Juan Bautista Sánchez) pels delictes de rebel·lió segons la Ley 2/3/1943, de Orden Público que equiparaba al delicte de rebel·lió militar «las transgresiones de orden jurídico que tengan una manifiesta repercusión en la vida pública». Concretament, se l'acusava d'intentar reorganitzar el PSUC a partir d'una intensa tasca d'atracció d'antics i nous afiliats.

### Condemna: presó, desterrament i servei militar

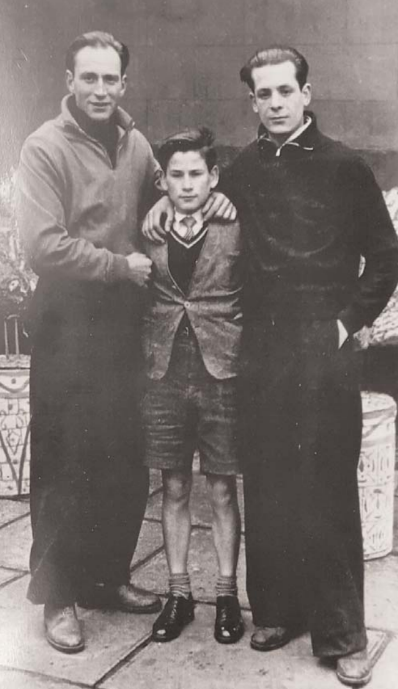
Marcos Ana (esquerra) i Enric Pubill (dreta) al Penal de Burgos. Anys cinquanta.

El 3 de novembre de 1954 el traslladaren a la Prisión Celular de Burgos, una de les presons més terribles del franquisme, on complí quatre anys més de condemna. Durant l'estada es qualificà del Grau Preliminar de Cultura i treballà com a missatger de paqueteria interna. Aquesta ocupació i el gest solidari d'haver donat sang per salvar un altre intern malalt de cirrosi hepàtica li valgueren una reducció important de la pena, sumada als efectes del Decret d'Indult signat per Franco el 1952 amb motiu del Congrés Eucarístic Internacional celebrat a Barcelona. De la presó estant passaria a militar al PSUC el 1956 i entraria en contacte amb altres intel·lectuals i artistes que també hi empresonats com Marcos Ana o l'històric dirigent comunista català Joan Comorera, que hi morí. Finalment, va sortir el 16 de novembre de 1958 amb l'atorgament de la llibertat condicional gràcies al company de presó i advocat Silverio Ruiz Daniel.
Un cop fora de la presó va ser desterrat durant tres anys a Madrid i es convertí en responsable de la propaganda del partit al seu districte. L'any 1961 rebé una carta en què se li comunicava que havia de presentar-se per dedicar dos anys al servei militar. L'alternativa era marxar a l'exili. Decidí quedar-se, essent assignat a la Marina, on treballà de reboster al vaixell Álava comandat per Hermenegildo Franco González Llanos, nebot del dictador: «Allí vaig poder veure la dictadura en ple (...) Però jo era llest, havia après a Burgos que si tens l'economia en el teu poder ho domines tot, ets l'amo. I aquí ho vaig posar en pràctica».
Pubill recordava aquests episodis lamentant que «vaig passar vint anys de la meva vida esclavitzat per la dictadura». Finalment, els seus oncles el reclamaren com a treballador per al seu taller d'enquadernació i pogué tornar a Barcelona. A la seva ciutat mantingué contactes amb el PSUC treballant en les Comissions de Solidaritat amb els presos polítics i com a responsable de propaganda al barri de Poblenou.

### La lluita per la memòria en democràcia
En tornar a Catalunya s'havia reincorporat a la militància activa, donant suport als presos polítics i a les seves famílies. A partir de 1975 impulsà juntament amb altres antics represaliats l'Associació Catalana d'Expresos Polítics del Franquisme (ACEPF), entitat de la qual serà un dels referents i que presidirà a partir de 2003 i fins a la seva mort. La trajectòria de l'ACEPF, que treballà durant dècades per la reparació moral i econòmica dels qui havien patit la repressió franquista, organitzant els primers homenatges públics i pressionant les administracions per tal que atorguessin unes indemnitzacions justes i anul·lessin les condemnes dels tribunals de la dictadura, és indestriable de la d'Enric Pubill, que en fou la principal cara visible.
Des d'aquesta posició liderà les reivindicacions per la constitució d'un Memorial Democràtic per part de la Generalitat, del qual posteriorment en fou membre de la Junta de Govern i president del Consell de Participació. Participà en centenars d'actes organitzats per aquesta nova institució pública dedicada a la recuperació de la memòria històrica.
Fou un dels signants de la querella contra els crims del franquisme presentada el 2013 davant la jutgessa argentina María Servini. Fidel a la seva militància, figurà a diverses candidatures electorals d'Iniciativa per Catalunya Verds i d'En Comú Podem. El 2015 donà suport a la llista electoral de Catalunya Sí que es Pot juntament amb altres històrics militants antifranquistes com Lluís Martí Bielsa i Maria Salvo.
L'any 2017 va morir en un tren tornant de Madrid després d'assistir a l'estrena de l'espectacle teatral A voz ahogada, adaptació dirigida per Iván Campillo d'una obra original de Marcos Ana en homenatge a Miguel Hernández, en el qual havia col·laborat activament com a testimoni directe de les presons franquistes. A l'octubre del mateix any el Memorial Democràtic i l'ACEPF organitzaren un gran acte d'homenatge al Casino l'Aliança del Poblenou durant el qual fou representada la mateixa obra. En les mateixes dates, l'Ajuntament de Barcelona convocà un acte de record amb la intervenció de l'alcaldessa Ada Colau a l'antiga Presó Model —on Pubill havia romàs cinc anys— poc després que en finalitzessin els usos penitenciaris.